# Gàrum

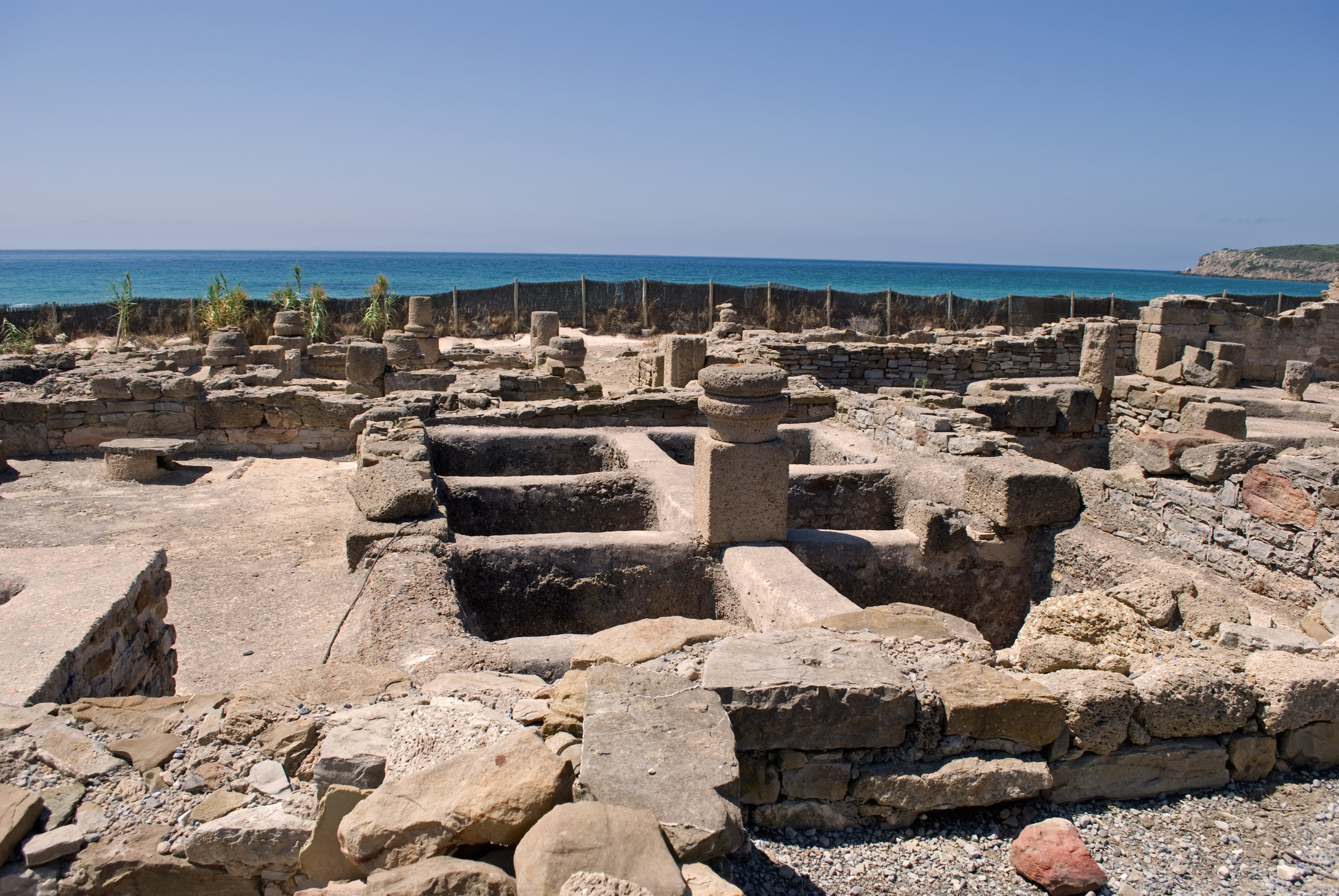
Fàbrica de gàrum a Baelo Claudia

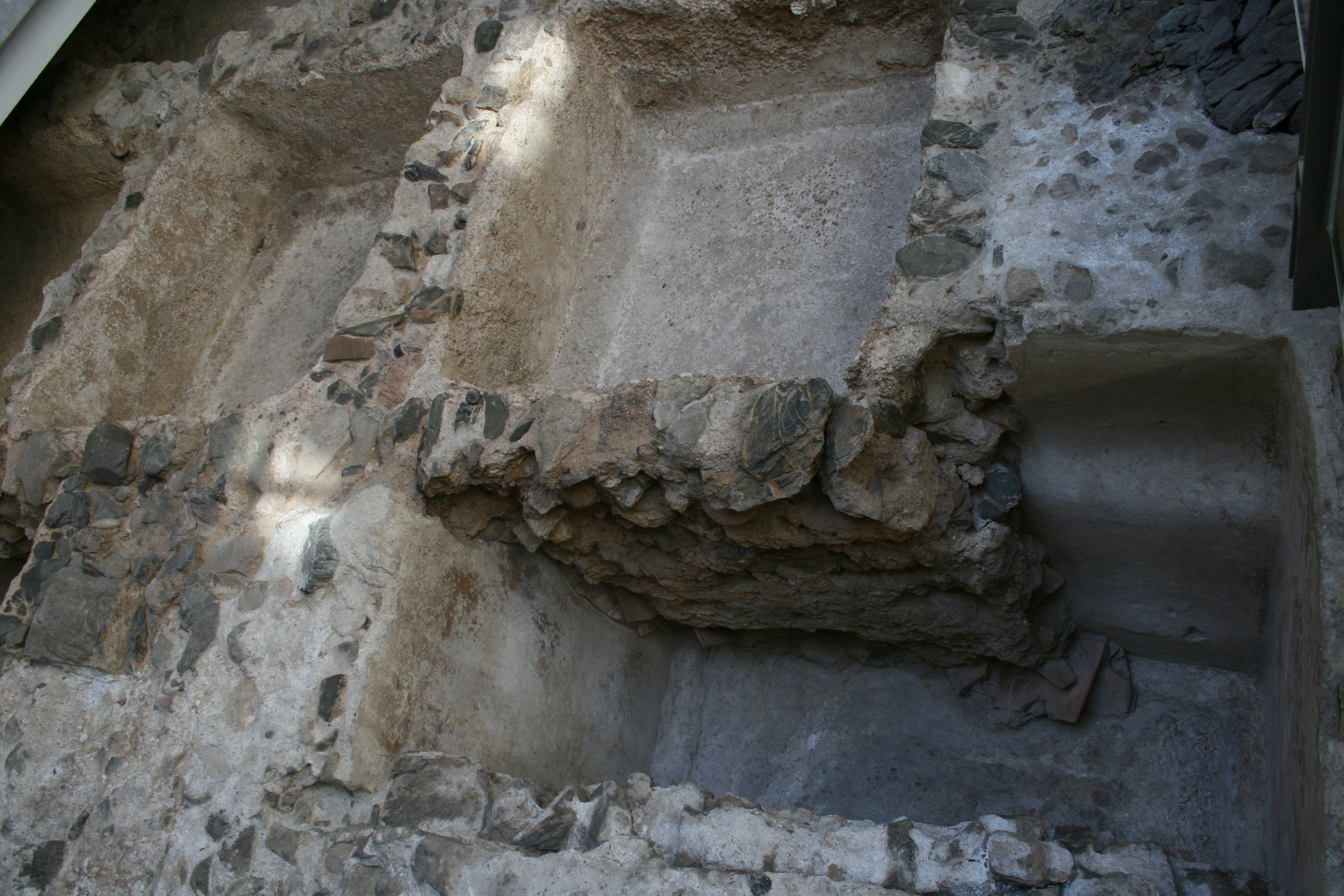
Fosses per a la fabricació de gàrum de Màlaga

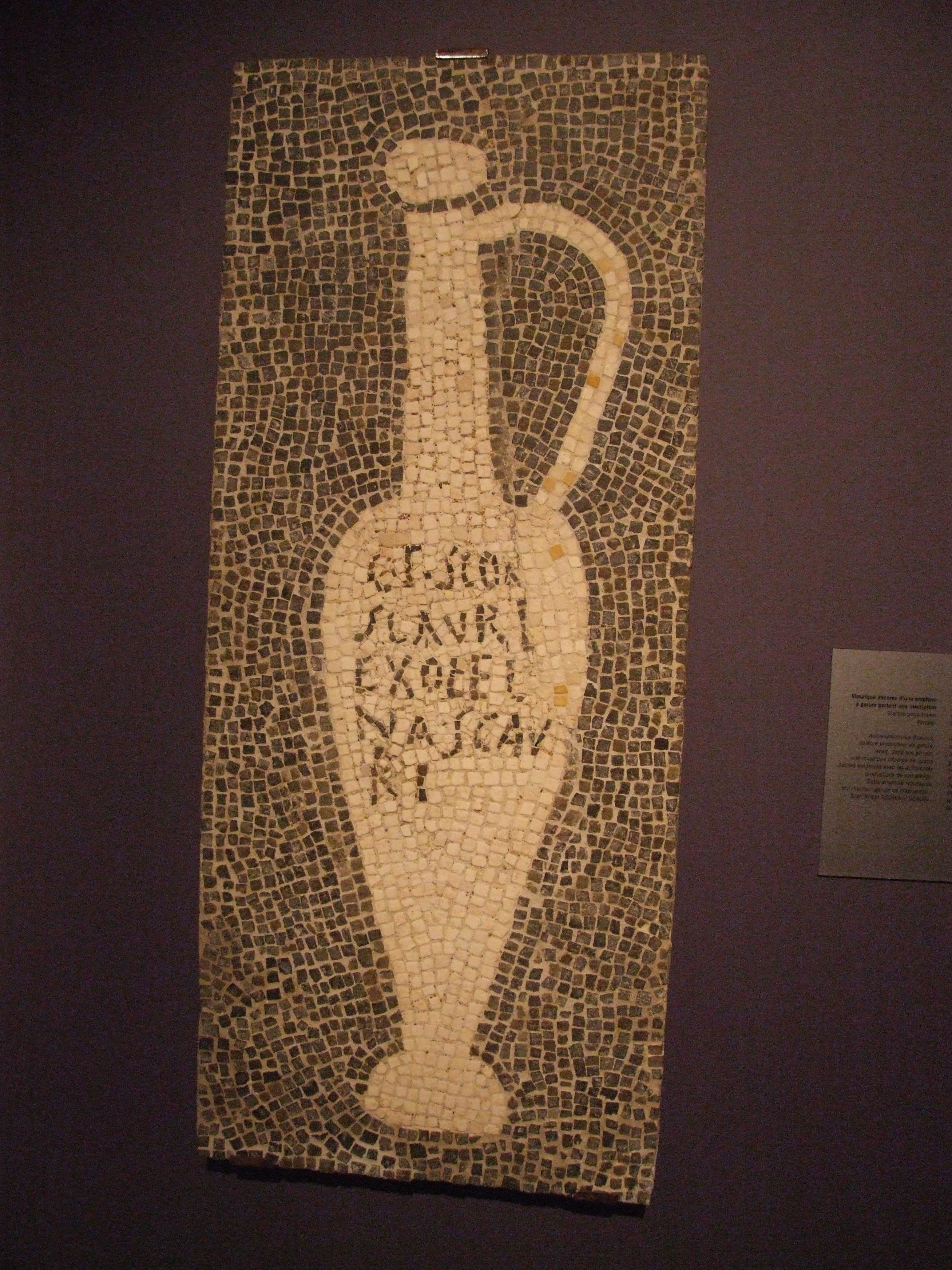
Garum, vila Aulus Umbricius Scaurus, Pompeia; G(ari) F(los) SCAM(bri) SCAURI

El gàrum (adaptació del llatí garum) és una salsa feta de diferents tipus  de peix fermentat, que era molt consumida pels habitants de l'antiga Roma de tota classe social com a condiment i a la que a més, se li otorgaven propietats curatives. Els romans van emprar el gàrum de manera semblant a com avui en dia empren les cuines asiàtiques la salsa de soia. En lloc d'abocar uns grans de sal sobre el menjar, s'ajudaven del garum per a donar un gust salat als aliments. La informació que ha arribat fins avui sobre la seva composició prové de les descripcions, una mica confuses i ambigües, d'Apici que apareixen a l'obra de De re coquinaria. Així i tot, més recentment el treball d'un grup d'investigadors de les universitats de Cadis i Sevilla ha rescatat la recepta del gàrum a partir de l'estudi de restes de la salsa conservades en tres àmfores recuperades de la ciutat de Pompeia en els anys seixanta i de l'estudi d'un manuscrit romà del segle i.

## Composició
Era una salsa de peix que, barrejada amb vi, vinagre, pebre, oli o aigua, servia per a amanir altres menjars. El gàrum s'emprava fonamentalment per a condimentar o acompanyar molts menjars, encara que també es va emprar en medicina i cosmètica.
A les Illes Balears, es produïa una gran part del gàrum que es consumia a Roma; endemés, tant l'illa de Menorca com la de Mallorca es van especialitzar a exportar aquesta salsa.
En alguns indrets de la costa valenciana, com ara Xàbia, Ifac, Alacant o Santa Pola, s'han trobat dipòsits romans que hom pot relacionar amb la fabricació de gàrum o d'algun producte similar.
Al subsòl arqueològic del Museu d'Història de Barcelona, a la plaça del Rei, també es conserven les restes d'una factoria de gàrum de l'antiga Bàrcino.

## Confirmació de la data de l'Erupció del Vesuvi
Segons investigadors italians, la troballa del darrer lot en preparació de gàrum a Pompeia ha permès corroborar la data de l'erupció del Vesuvi proposada per Plini el Jove: 24 d'agost de l'any 79 aC.